# 林檉宇
林 檉宇（はやし ていう）は、江戸時代後期の儒学者。

## 生涯
寛政5年（1793年）、江戸幕府に仕えた儒官の家として代々大学頭を称した林家の当主林述斎の三男として江戸に生まれた。
佐藤一斎や松崎慊堂に学び、天保9年（1838年）には父祖同様、幕府儒官として大学頭を称して侍講に進んだ。著作に『澡泉録』などがあり、能書家としても知られる。